# Ana Celia Urquidi
Ana Celia Ortiz Urquidi (Cuernavaca, Morelos, México; 5 de febrero de 1961) es una productora de televisión mexicana, exdirectora de Argos Televisión y Licenciada en Literatura Dramática y Teatro. Destacada por su producción general en telenovelas como Las malcriadas, Fortuna, El octavo mandamiento y El sexo débil de la extinta Cadenatres.

## Carrera
Inició su carrera en la industria del entretenimiento en el año 1979 como actriz en el teatro universitario para después integrarse  a la empresa Televisa en el año 1984, en donde participó como actriz en varias Telenovelas como Principessa, Dulce desafío,  unitarios tales como La hora marcada, La telaraña. A principios de los años 90 comienza su carrera en producción, integrándose al equipo del productor Pedro Damian en la Telenovela El abuelo y yo, en donde Urquidi, fue directora de diálogos y casting, a esto le siguieron varias producciones más: Si dios me quita la vida, Ángeles sin paraíso, Prisionera de amor, La paloma; desempeñando varios roles en producción y como asistente de dirección del director Jorge Fons. Todas las antes mencionadas para la empresa Televisa.
En 1997 se integró a Argos Comunicación, primero como directora de casting de proyectos importantes como : Mirada de Mujer, La vida en el espejo, El amor de mi vida, Demasiado Corazón; telenovelas que marcaron todo un parteaguas en  la televisión mexicana al proponer contenidos y elencos distintos a los que la audiencia mexicana estaba acostumbrada.  Durante todos estos años en la producción de Argos para TV Azteca, Urquidi impulsó la carrera  de muchos actores que hoy son los protagonistas de series y películas a nivel internacional. Actores como José María Yazpik, Diego Luna, Ana de la Reguera, Luis Gerardo Méndez, Joaquín Cossio, Irene Azuela, Bárbara Mori, entre muchos otros fueron convocados por Ana Celia Urquidi para formar parte de sus elencos. En el año 2000, se convierte en directora general de contenido; la mano derecha de Epigmenio Ibarra, productor y periodista mexicano. Así como productora general de telenovelas de Telemundo, TV Azteca y Cadenatres, series y películas para Fox, HBO, Sony, MTV, Nickelodeon, Disney, etc. 
Entre los géneros televisivos de narcotráfico que produjo son: Infames y El señor de los cielos; también en telenovelas y series como Capadocia, Los Plateados, Las Aparicio, Gitanas y Mirada de mujer.
De la mano del director Ignacio Flores de la Lama, y apoyados por Ibarra en el año 2001 formaron la escuela para actores llamada CasAzul, que a lo largo de veinte años sigue siendo una de las principales y más importantes escuelas de actores del país.
Es importante mencionar que su participación como directora de casting en cine continuó a través de todos estos años, películas como : Sexo Pudor y Lágrimas, La hija del caníbal, Backyard: El traspatio, Ladies' Night, La habitación azul, Fuera del cielo, Hidalgo: La historia jamás contada, Morelos, Macho, forman parte de su currículum, así como la producción de la película Las Aparicio.
Tras diecinueve años trabajando para Argos, decide cerrar ciclos e integrarse a las filas de TV Azteca, como directora de desarrollo estratégico de ficción a lado de su compañero Joshua Mintz quienes produjeron las cuatro temporadas de El señor de los cielos , La Patrona, Señora Acero, La impostora,  Los Miserables en Telemundo.
También volvió a coincidir con su compañera de Argos: Mónica Skorlich, para la realización de Las malcriadas, La Hija pródiga, Desaparecida, La Fiscal de Hierro y Educando a Nina
Tras dos años en TV Azteca, es llamada por Jim McNamara, líder de la empresa de medios Hemisphere Media Group para llevar la gerencia general de la producción en México, en el año de 2019 produce la serie "R", para ViacomCBS Internacional Studios, la cual fue estrenada en el 2020 y nominada para los premios Berlin Series en la categoría de mejor comedia. 
Ana Celia  ha sido miembro del jurado de los premios Emmy internacional en siete ocasiones y en varias categorías como mejor telenovela, mejor serie y mejor actriz. 
Es miembro del advisory board de Mip Cancun desde el año 2017 y ha sido panelista en múltiples ocasiones en mercados y festivales de televisión como los FyMTI de Argentina, Iber Series, Conecta FICTION & ENTERTAINMENT en España, entre otros.

## Trayectoria

### Productora ejecutiva - ViacomCBS Internacional Studios
• R (2019). 

### Productora ejecutiva - TV Azteca
• Educando a Nina (2018).
• Las malcriadas (2017).

### Productora general asociada - TV Azteca
• La hija pródiga (2017 - 2018).
• 3 familias (2017 - 2018).
• La fiscal de hierro (2017).
• Mientras haya vida (2007 - 2008).

### En Cadenatres y Argos
• Vuelve temprano (2015).
• Las trampas del deseo (2013 - 2014).
• Fortuna (2013) - Colaboración con Sony Pictures Television.
• Infames (2012).
• El octavo mandamiento (2011).
• Bienvenida realidad (2011) - Colaboración con Sony Pictures Television.
• El sexo débil (2011) - Colaboración con Sony Pictures Television.
• Las Aparicio (2010).

### En Viacom y Argos
• Drunk History (2015) - Directora de casting.
• Niñas mal (2013).
• Último año (2012).

### En MundoFox con Argos
• Dos Lunas (2014).

### En TV Azteca y Argos
• Deseo prohibido (2008).
• Vivir sin ti (2008) - Colaboración con RCTV.
• Tentaciones (1998).

### En Telemundo y Argos
• Marina (2006).
• Corazón partido (2005).
• Los Plateados (2005).
• Gitanas (2004).
• El alma herida (2003).
• Ladrón de corazones (2003).

### Películas como directora de casting
• Las Aparicio (2015).
• Macho (2015).
• Morelos (2013).
• Hidalgo: La historia jamás contada (2010).
• Backyard: El traspatio (2009).
• Fuera del cielo (2006).
• Así del precipicio (2006).
• Ladies' Night (2003).
• La hija del caníbal (2003).
• La habitación azul (2002).
• Sexo, pudor y lágrimas (1999).

### Como directora de Argos Televisión
• Señora Acero (2014 - 2015).
• El señor de los cielos (2013 - 2016).
• La patrona (2013).
• Camelia la Texana (2014).
• Capadocia (2008 - 2012)
• Todo por amor (2000 - 2001).
• Mirada de mujer (1997 - 1998).

#### Dirección de diálogos
• Primera parte de Si Dios me quita la vida (1995).
• Prisionera de amor (1994).
• El abuelo y yo (1992).

### Como actriz
• Así del precipicio (2006).
• Sin ton ni Sonia (2003).
• La paloma (1995). 
• Todo por amor (2000).
• La telaraña (1989).
• Dulce desafío (1988).
• La hora marcada (1988).
• La furia de Dios (1987).